# 邁阿密風暴 (電影)
《邁阿密風暴》（英語：Miami Vice）是一部2006年美國動作犯罪電影，故事講述兩名MDPD幹探Crockett和Tubbs，變成臥底並與毒品非法交易行動打鬥。由米高·曼執導、編劇和監製，本片是改編自1980年代同名電視劇集，曼恩曾是該劇集的執行製作人。主演有占美·霍士飾演Tubbs及哥連·費路飾演Crockett，其他演員有鞏俐、賈斯汀·塞洛克斯、娜奧米·哈里斯、希朗·漢德和貝瑞·夏巴卡·亨利。
福克斯在《威爾·史密斯之叱吒風雲》的一次聚會中向曼恩提出拍攝《邁阿密風雲》電影的想法。這促使曼恩重新審視曾經共同製作的劇集。和同樣由福克斯主演的《落日殺神》一樣，影片的大部分鏡頭皆使用毒蛇電影流高畫質攝影機拍攝而成，而超35則用於高速和水下拍攝。
《邁阿密風雲》於2006年7月20日在洛杉磯首映。2006年7月28日於北美上映，2006年8月24日於德國上映。據報導，該片1.35億美元的預算在全球票房收獲1.642億美元。本片收到褒貶不一的評價，即使曼恩的執導和視覺風格受到讚揚，而嚴肅的故事情節則受到批評。儘管在隨後的幾年裡，在影評人和電影導演中的評價不斷提升，評論家史蒂芬·海登在2016年寫道：“本片已成為邪典電影。”

## 演員
- 哥連·費路 飾 James "Sonny" Crockett（英语：James Crockett）——原裝電視劇演員為唐·強生
- 占美·霍士 飾 Ricardo Tubbs（英语：Ricardo Tubbs）——原裝電視劇演員為菲利浦·麥可·湯瑪斯
- 娜奧米·哈里斯 飾 Trudy Joplin——原裝電視劇演員為奧利維亞·布朗（英语：Olivia Brown）
- 伊莉莎白·羅德里格斯（英语：Elizabeth Rodriguez） 飾 Gina Calabrese——原裝電視劇演員為Saundra Santiago（英语：Saundra Santiago）
- 多門尼克·隆巴多西 飾 Stan Switek——原裝電視劇演員為麥可·塔波特（英语：Michael Talbott）
- 賈斯汀·塞洛克斯 飾 Larry Zito——原裝電視劇演員為約翰·狄伊（英语：John Diehl）
- 貝瑞·夏巴卡·亨利（英语：Barry Shabaka Henley） 飾 Lt. Martin Castillo——原裝電視劇演員為愛德華·詹姆斯·奧莫斯

### 新創作人物
- 鞏俐 飾 Isabella
- 路易斯·托薩（英语：Luis Tosar） 飾 Arcangel de Jesus Montoya
- 約翰·奧提茲（英语：John Ortiz） 飾 José Yero
- 希朗·漢德 飾 FBI特工 John Fujima
- 伊薩赫·德·班克爾 飾 Neptune
- 約翰·霍克斯 飾 Alonzo Stevens
- 湯姆·陶勒斯（英语：Tom Towles） 飾 Coleman
- 埃迪·馬森 飾 Nicholas

## 製作

### 開發
傑米·福克斯在《威爾·史密斯之叱吒風雲》的一次聚會中向曼恩提出拍攝《邁阿密風雲》電影的想法。這促使曼恩重新審視曾經共同製作的劇集。
和同樣由福克斯主演的《落日殺神》一樣，影片的大部分鏡頭皆使用毒蛇電影流高畫質攝影機拍攝而成，而超35則用於高速和水下拍攝。攝影指導狄昂·畢比同樣亦是《落日殺神》的攝影。
福克斯在片中所穿的西裝是由著名的時裝設計師奧茲瓦爾德·博阿騰所設計。過去曾與福克斯合作過而引起了曼恩的注意，曼恩即刻邀請他參與本片的工作。麥可·卡普蘭最終負責整體服裝設計。

### 拍攝
本片於2005年6月27日開拍。
本片在加勒比海、烏拉圭、巴拉圭（東方市）和南佛羅里達州等地拍攝，烏拉圭的取景地阿特蘭蒂達取代了古巴哈瓦那海濱度假勝地、卡拉斯科國際機場的老式建築、以及蘭布拉海濱大道和蒙特維多老城。製作過程陷入困境，出現了一系列的延誤和衝突。卡崔娜颶風、颶風莉塔和颶風威瑪的接連來襲導致7天的拍攝工作被迫中斷。部分內部人士稱，這些延誤導致預算超過1.5億美元，但環球影業聲稱其成本為1.35億美元。部分劇組成員批評曼恩在製作過程中的決定，包括突然改變劇本、在不安全的天氣條件下拍攝、選擇“連警察都避開的地點、挑選幫派成員擔任保全”。曼恩則希望本片盡可能地真實，並帶著柯林·法洛一起觀看了聯邦調查局緝毒小組所進行的被認為是真實的緝毒行動，儘管後來發現這些都是上演的。
福克斯還被認為與曼恩的合作不愉快。在簽約影片後，製作開始之前就獲得了奧斯卡金像獎，隨後他要求提高自己的薪水和其他報酬。並要求在電影的片尾字幕中佔據最高的位置，據說還抱怨他的片酬比法洛低。為了解決這個問題，福克斯的薪水大幅提高，而法洛的薪水則略有削減。福克斯也拒絕搭乘商業航班，成功遊說環球影業為他租用私人飛機。他也反對拍攝在船上或飛機上拍攝的場景。最終，2005年10月24日，在多明尼加片場響起槍聲後，福斯離開該國返回美國。迫使製作團隊放棄了劇本原定在巴拉圭拍攝的結局，轉而採用曼恩之前放棄的劇本，以邁阿密為背景。一名劇組成員後來認為邁阿密的結局是兩者中明顯較差的，儘管曼恩說他更喜歡它。薩爾·瑪盧塔是塔布斯在電影開場場景中駕駛快艇的毒販，他實際上是邁阿密現實生活中著名的“古柯鹼牛仔”之一，目前因洗錢罪被判無期徒刑。
本片的首支預告以聯合公園和Jay-Z的歌曲“Numb/Encore”為特色。該預告片隨《金剛》在戲院上映而曝光。在發布前幾個月，在官方網站上發布了前導預告，以高解析度WMV檔案形式提供下載。

### 音樂
曼恩試圖將電影與影集區分開來，亦延伸到其對音樂的選擇因他拒絕使用影集版的主題曲，也未要求該影集作曲家簡·哈默為本片配樂。哈默說：“我非常驚訝他們竟然沒有重拍主題。我認為這挺有自信。”樂譜由約翰·墨菲創作，額外的提示由克勞斯·巴德爾特、馬克·巴特森和蒂姆·莫澤（Tim Motzer）。
菲爾·柯林斯的著名熱門單曲《In the Air Tonight》出現在影集的試播集中，而在本片則由邁阿密搖滾樂隊失焦樂團在片尾字幕和配樂中翻唱。曼恩以DVD形式發行的“未分級版”按照製作人員在後製過程中的建議，將這首歌放在影片高潮槍戰之前。

## 迴響

### 票房
《邁阿密風雲》於2006年7月28日在北美上映，從3,021家戲院廳數收穫2,570萬美元登上首週末票房冠軍，平均每間影院票房進帳8,515美元；將票房第一領跑近一個月的《神鬼奇航2：加勒比海盜》從當週末票房冠軍的位置上擠下來。最終北美票房累積6,350萬美元 ，國際票房收入為1.0034億美元，全球票房收穫1.64億美元，而據報導預算為1.35億美元。

### 評價
在評論匯總網站爛番茄給出了47%新鮮度（226條評論），平均評分5.7/10。 該網站的共識是：“《邁阿密風雲》拍攝精美，但主角們缺乏電視劇同行的魅力，且故事情節欠缺發達，遠低於麥可·曼恩作品的平均標準。”Metacritic給出66/100的平均分（37條評論），表示“普遍好評”。
本片獲得以下主要出版物的好評，如：滾石、帝國、綜藝、新聞週刊、紐約、鄉村之聲、波士頓環球報、娛樂週刊、以及影評人理查·洛普的電視節目“埃伯特與洛普談電影 ”。《紐約時報》評論家曼諾拉·達吉斯在年終總結中稱其為“光榮的娛樂”，並讚揚其對數位攝影的創新使用。
本片收到《華盛頓郵報》和《洛杉磯時報》的負評，部分評論集中在與1980年代電視劇情節比較上。
它被史考特·福恩德斯（Scott Foundas）（《洛杉磯週刊》）列入2006年十佳電影排名第7，曼諾拉·達吉斯則排名第8。2009年11月，Time Out紐約的影評人將《邁阿密風雲》列為十年來最佳影片第35名，並表示：
|  | 身兼編導的麥可·曼恩出色地重新思考了這部使他成名的1980年代影響深遠的電視劇。高解析影像為角色周圍的環境帶來了一種觸感、灼熱感，而柯林·法洛和鞏俐注定的愛情故事在曼恩令人著迷的即時敘事中首當其衝。 |

### 回顧性評論
2016年，影評人史蒂芬·海登寫道：本片「作為邪典寵兒而聲名鵲起，尤其在年輕影評人和電影導演中，認為本片是他們對熱愛電影的試金石。海登補充對情節和對話（其中大部分「難以理解」）中「陰鬱氣氛和視覺感受」的關注使這部電影成為對「失敗和徒勞」的視覺沉思，是“有史以來製作最昂貴的藝術電影之一。”在電影感官上，法國導演、影評人尚-巴提斯特·托賀讚揚本片的數位美學、極端的節奏和哲學內涵；並稱本片是“一部激進的作品，毫無放棄作者在形式和風格上的抱負”，是“印象派和超現實主義的靈感綜合體”，並表示本片“為動作片的新秩序奠定了基礎。”
導演哈蒙尼·科林表示，本片對他在2012年的電影《放浪青春》產生了重大影響。“我喜歡（曼恩的）電影，尤其是那部電影的原因。”科林說，“是因為我能感受到某些地方。當我觀看那部電影時，我甚至不注意他們在訴說什麼或故事情節，我喜歡這些顏色，以及它的質感。”
2014年，由《Time Out》影評人、導演、演員和特技演員的評選中，《邁阿密風雲》被評為有史以來最佳動作片排名第95名。

## 外部連結
- 官方网站
- 互联网电影数据库（IMDb）上《Miami Vice》的资料（英文）
- AllMovie上《Miami Vice》的资料（英文）
- Box Office Mojo上《Miami Vice》的資料（英文）
- Miami Vice script （页面存档备份，存于）
- Miami Vice soundtrack （页面存档备份，存于） questions, answers and other information